# Christian Eyenga
Christian Eyenga Moenge (Kinshasa, República Democrática do Congo, 22 de junho de 1989) é um jogador profissional de basquete congolês naturalizado espanhol que atualmente joga pelo Baloncesto Fuenlabrada na Liga ACB.

## Carreira
No 2009 NBA Draft, foi escolhido na primeira rodada pelo Cleveland Cavaliers, sendo a 30ª escolha do Draft daquele ano. Depois, foi para a Espanha, onde jogou em clubes como Prat e Joventut Badalona. Voltou para o Cleveland Cavaliers em 2010, para defender os Cavs na temporada 2010-11 da NBA.

## Estatísticas NBA

### Temporada regular
| Ano     | Equipe    | PJ | PT | MPP  | %TC  | %3P  | %TL  | RPP | APP | ROB | TPP | PPP |
| ------- | --------- | -- | -- | ---- | ---- | ---- | ---- | --- | --- | --- | --- | --- |
| 2010-11 | Cleveland | 44 | 18 | 21.5 | .425 | .275 | .643 | 2.8 | 0.8 | 0.8 | 0.6 | 6.9 |
| Total   | Total     | 44 | 18 | 21.5 | .425 | .275 | .643 | 2.8 | 0.8 | 0.8 | 0.6 | 6.9 |